# 3719-es mellékút (Magyarország)
A 3719-es számú mellékút egy bő 33 kilométeres hosszúságú, négy számjegyű mellékút Borsod-Abaúj-Zemplén vármegyében; a Zempléni-hegység legészakibb fekvésű településeit köti össze egymással, illetve a 37-es főút sátoraljaújhelyi szakaszával. A hegység főtömegén teljesen keresztülhúzódó, a Bodrog völgyét a Hernád térségével összekötő, mindössze három magyarországi közút egyike (a 3705-ös és a 3716-os út mellett).

## Nyomvonala
A 37-es főútból ágazik ki, kevéssel annak a 80+500-as kilométerszelvénye előtt, Sátoraljaújhely külterületén, észak-északnyugat felé. Első métereitől az egykori Hegyközi Kisvasút nyomvonalán kiépített kerékpárút kíséri, egymás mellett haladva érik el, bő egy kilométer után Széphalom belterületének déli szélét is. A központot elérve a két nyomvonal átmenetileg különválik, az út egy darabig még megtartja korábbi irányát – a Kazinczy Ferenc utca nevet viselve –, a hajdani vasúti pálya pedig északnak fordul. Széphalom északi részén viszont az út is kissé keletebbi irányt vesz, így lép ki a lakott területről is, kevéssel a 3. kilométere után, és hamarosan – már Alsóregmec határai között – újból találkozik a kerékpárúttal.
3,3 kilométer után keresztezi a Bózsva-patak folyását, majd visszatér az északnyugati irányhoz. 4,7 kilométer után egy elágazáshoz ér: itt a 37 129-es számú mellékút ágazik ki belőle északkelet felé, Alsóregmec központja irányába. 5,1 kilométer után az út már Mikóháza határai közt folytatódik; a település déli szélét kevéssel a hatodik kilométere előtt éri el, a Gábor Áron utca nevet felvéve, a központban pedig Szabadság utca lesz a neve. A belterületen apránként nyugatabbnak fordul, mintegy 7,2 kilométer után pedig kilép a községből. A nyolcadik kilométerétől Vilyvitány területén húzódik tovább, de lakott területeit e falunak se nagyon érinti, oda a 37 128-as számú mellékút vezet, mely 8,2 kilométer után ágazik ki belőle, majdnem pontosan észak felé.
9,9 kilométer után egy kisebb vízfolyás áthidalásával lép át az út Füzérradvány határai közé, majd szinte azonnal kiágazik belőle egy számozatlan, alsóbbrendű út északi irányban, Vilyipuszta külterületi településrész felé. A 11+150-es kilométerszelvénye közelében újabb elágazása következik, ahol a település kastélyához és annak nagy kiterjedésű, védett kastélyparkjához lehet letérni, északi irányban.
12,3 kilométer után Pálháza területére érkezik, s szinte ugyanott kiágazik belőle dél felé, Kovácsvágás-Vágáshuta irányába a 37 127-es számú mellékút. Hamarosan eléri a lakott terület keleti szélét, onnan Dózsa György út néven folytatódik; így halad el 12,9 kilométer után a Pálházi Állami Erdei Vasút végállomása, illetve a kisváros centrumának egyéb létesítményei mellett. A központ nyugati részén, pár lépésnyi távolságra két elágazása is van: előbb a 37 126-os számú mellékút ágazik ki belőle északkeletnek – ez vezet Füzérradvány belterületére –, majd délnyugat felől torkollik bele a 3708-as út, mely Hidasnémetitől húzódik idáig. 14,3 kilométer után éri el a belterület északnyugati szélét, a 15+650-es kilométerszelvénye közelében pedig teljesen kilép Pálháza határai közül.
Filkeháza a következő települése, melynek lakott területét szinte a községhatár átlépésével egy időben éri el; kevéssel arrébb – még a 16. kilométere előtt – pedig kiágazik belőle észak felé a 37 123-as számú mellékút, Füzérkajata irányába. Települési neve itt végig Rózsa Ferenc utca, így is hagyja maga mögött a falut, körülbelül 16,8 kilométer után. 17,9 kilométer után szeli át Füzér határát, de a várromjáról ismert községet ennél jobban nem érinti: 19,1 kilométer megtételét követően kiágazik belőle a 37 121-es számú mellékút, ez vezet Füzér központjába, valamint itt lehet letérni Pusztafalu felé is.
Az elágazás (helyi nevén Dobogó) térségét elhagyva az út már Füzérkomlós határai közt halad tovább, mely község belterületét kicsivel a 20. kilométere után éri el, a Dr. Molnár út nevet felvéve [az elnevezés eredete és oka még tisztázást igényel]. A központban, 20,5 kilométer után beletorkollik dél felől a 3725-ös út, mely Bózsvától vezet idáig, pár száz méterrel ezután pedig kilép a belterületről.
A következő szakaszán Füzér és Füzérkomlós határvonalát követi, erdős külterületek között, egészen a 23. kilométeréig, ahol elhalad az előbbiek és Hollóháza hármashatára mellett. Hollóháza egy külterületekkel igen szűkösen ellátott falu, így itt az út egyből lakott helyek közé ér és a Károlyi út nevet veszi fel; a központ déli részéig ezt a nevet viseli, a központban Szent László út, az északi falurészben pedig Dózsa György út lesz a helyi neve. A 26. kilométere közelében éri el a belterület északi szélét és nem sokkal a 27. kilométere után a határai közül is kilép, de előbb még kiágazik belőle észak felé a 37 124-es számú mellékút – ez az országhatárig vezet, majd onnan már 3416-os szlovákiai útszámozással folytatódik, Eszkáros (Skároš) és Hernádzsadány (Ždaňa) érintésével Hernádcsányig (Čaňa).
Ezt követően az út majdnem egy kilométeren át újból Füzérhez tartozó külterületek között halad, de még a 29. kilométere előtt eléri az útjába eső utolsó település, Kéked keleti határszélét. Egy hosszabb szerpentines szakaszt követően, mintegy 32,3 kilométer után éri el a község lakott területének keleti szélét. A Fő utca nevet viselve halad végig a központon, érintve a falu fő nevezetességének számító Melczer-kastélyt is, s utolsó szakaszán még egy elágazása is van: a 33+100-as kilométerszelvénye táján a 37 115-ös számú mellékút ágazik ki belőle északnak, ez az országhatártól alig 3-400 méterre fekvő Felsőkékedig vezet. Kicsivel ezután az út véget is ér, Kéked központjának nyugati részén, beletorkollva a 3709-es útba, annak a 11+800-as kilométerszelvénye közelében.
Teljes hossza, az országos közutak térképes nyilvántartását szolgáló kira.kozut.hu adatbázisa szerint 33,216 kilométer.

## Települések az út mentén
- Sátoraljaújhely
- Széphalom
- (Alsóregmec)
- Mikóháza
- (Vilyvitány)
- (Füzérradvány)
- Pálháza
- Filkeháza
- (Füzér)
- Füzérkomlós
- Hollóháza
- Kéked

## Története
A kereskedelem- és közlekedésügyi miniszter 70 846/1934. számú rendelete alapján 1937-ben kiadott közlekedési térkép még csak a Sátoraljaújhely-Pálháza közti szakaszát tünteti fel, mellékúti kiépítettséggel.
Egy dátum nélküli, feltehetőleg 1950 körül készült közúthálózati térkép már Sátoraljaújhelytől egészen Hollóházáig, illetve az országhatárig harmadrendű főútként tünteti fel, 342-es útszámozással (további szakaszai még ez a térkép sem jelöli, mellékúti kiépítettséggel sem).
A Kartográfiai Vállalat 1990-es kiadású Magyarország autóatlasza a teljes hosszában kiépített, s a burkolatminőségét tekintve, pár rövid szakaszt leszámítva végig pormentes útként tünteti fel.